# Pentastiridius felis
Pentastiridius felis är en insektsart som först beskrevs av George Willis Kirkaldy 1906.  Pentastiridius felis ingår i släktet Pentastiridius och familjen kilstritar. Inga underarter finns listade i Catalogue of Life.